# 戈托维耶农村居民点
戈托维耶农村居民点（俄语：Готовское сельское поселение）是俄罗斯联邦别尔哥罗德州克拉斯诺耶区所属的一个农村居民点。其下辖有3个居民点，行政中心为戈托维耶。据2016年统计，该农村居民点的人口为831人。